# Синди Роледер
Синди Роледер (21. август 1989) је немачка атлетичарка, специјалиста за трчање на 100 м препоне. Двеострука је победница првенства Немачке, учесница више светских и европских првенства и Олимпијских игара у Лондону.

## Спортска биографија
Синди Роледер учествије на атлетским такмичењима од 2005. Први значајнији успех постигла је победом на немачком првенству младих 2007, а исте године на Европском јуниорском првенству у Хенгелу била је четврта. Следеће године одбранила је титулу на националном првенству за младе и на јуниорском Светском првенству у Бидгошћу доспела је до полуфинала. Полуфинале је достигла и 2009. на Европском првенству у Каунасу.
Током 2010. побеђује на јуниорском првенству Немачке, а освајањем другом места на немачком првенству у Брауншвајгу квалификовала се за Европско првенство у Барселони. Међутим, у свом првом међународном првенству у конкуренцији одраслих, дисквалификована је у полуфиналу. У 2011. на немачком првенству у дворани у Лајпцигу другим местом на 60 метара препоне, номинована је за репрезентацију на Европском дворанском првенству у Паризу, где је опет испала у полуфиналу.
На Европском првенству за млађе сениоре у Острави 2011. освојила је бронзану медаљу у трци 100 метара са препонама. (13,10 с). Недељу дана касније победила је на немачком првенству у Каселу у истом времену као на Европском првенству. Убрзо после тога поправља лични рекорд на 12,91 у Фрибургу и тако постиже А норму за Светско првенство у Тегуу. Упркос постигнутом овом времену није успела ући у финале.
Немачко дворанско првенство 2012. у Карлсруеу, завршила је са још једном титулом и новим личним рекордом на 60 м препоне 7,96. У Истанбулу , на Светском дворанском првенству завршава у квалификацијама. На отвореном друга је на немачком првенству, а 7 на Европском првенству у Хелсинкију.
Два пута је учествовала на Олимпијским играма у Лондону 2012. и у Рио де Жанеиру 2016.. У Лондону је елиминисана у полуфиналу са 13,02 с, а у Рију завршила као пета са 12,74 с.
Годину 2017. започела је освајањем титуле европске првакиње у дворани на Европском првенству у Београду са 7,88 с. Међутим морала је заршити сезону због повреде, па није учествовала на Светском првенству у Лондону.

## Значајнији резултати
| Год.    | Такмичење                                | Место                           | Плас.   | Дисц.         | Рез.    |
| Немачка | Немачка                                  | Немачка                         | Немачка | Немачка       | Немачка |
| ------- | ---------------------------------------- | ------------------------------- | ------- | ------------- | ------- |
| 2007    | Европско јуниорско првенство             | Хенгело, Холандија              | 4       | 100 м препоне | 13,65   |
| 2008    | Светско јуниорско првенство              | Бидгошч, Пољска                 | 21      | 100 м препоне | 14,10   |
| 2009    | Европско првенство за млађе сениоре У-23 | Каунас, Литванија               | 12      | 100 м препоне | 13,50   |
| 2010    | Европско првенство                       | Барселона Шпанија               | 12      | 100 м препоне | 13.19   |
| 2011    | Европско првенство                       | Париз, Француска                | 11      | 60 м препоне  | 8.06    |
| 2011    | Европско првенство за млађе сениоре У-23 | Острава, Чешка                  |         | 100 м препоне | 13,10   |
| 2011    | Светско првенство                        | Тегу, Јужна Кореја              | 12      | 100 м препоне | 12,91   |
| 2012    | Светско првенство у дворани              | Истанбул, Турска                | 17      | 60 м препоне  | 8,35    |
| 2012    | Европско првенство                       | Хелсинки, Финска                | 7       | 100 м препоне | 13,11   |
| 2012    | Олимпијске игре                          | Лондон, Уједињено Краљевство    | 18      | 100 м препоне | 13,02   |
| 2014    | Светско првенство у дворани              | Сопот, Пољска                   | 6       | 60 м препоне  | 8,01    |
| 2014    | Европско првенство                       | Цирих, Швајцарска               |         | 100 м препоне | 12,82   |
| 2015    | Европско првенство у дворани             | Праг, Чешка                     | 4.      | 60 м препоне  | 7,93    |
| 2015    | Светско првенство                        | Пекинг, Кина                    |         | 100 м препоне | 12,59   |
| 2016    | Европско првенство                       | Амстердам, Холандија            |         | 100 м препоне | 12,62   |
| 2016    | Олимпијске игре                          | Рио де Жанеиро, Бразил          | 5.      | 100 м препоне | 12,74   |
| 2017    | Европско првенство у дворани             | Београд, Србија                 |         | 60. м препоне | 7,88    |
| 2018    | Светско првенство у дворани              | Бирмингем, Уједињено Краљевство | 5.      | 60 м препоне  | 7,87    |
| 2018    | Европско првенство                       | Берлин, Немачка                 |         | 100 м препоне | 12,77   |

## Лични рекорди
на отвореном
- 100 м препоне — 12,59	Пекинг, 28. август 2015.

у дворани
- 60 м препоне — 7,84 Лајпциг 18. фебруар 2017.
- 800 м — 2:21,00 Кемниц 4. јануар 2014
- Скок увис — 1,61 Кемниц 4. јануар 2014
- Скок удаљ — 6,32 Франјфурт 2. фебруар 2014.
- Бацање кугле — 11,49 Франјфурт 2. фебруар 2014.
- Петобој — 4.187 Франјфурт 2. фебруар 2014.